# Apion elongatum
Apion elongatum är en skalbaggsart som beskrevs av Ernst Friedrich Germar 1817. Apion elongatum ingår i släktet Apion, och familjen spetsvivlar. Arten har ej påträffats i Sverige.